# Navă depoluatoare
O navă depoluatoare este o navă concepută și echipată pentru combaterea poluării apei, survenită mai ales prin deversări de hidrocarburi.
Poluarea poate fi accidentală, prin naufragiu, sau intenționată, prin purjarea rezervoarelor.
Nava depoluatoare are atașată o benă pentru preluarea macrodeșeurilor, posedă instalații de recuperare a hidrocarburilor, de evacuare a apelor depoluate și dispune de aparate pentru răspândirea dispersanților.
eng.:  depolluting ship